# Nancova

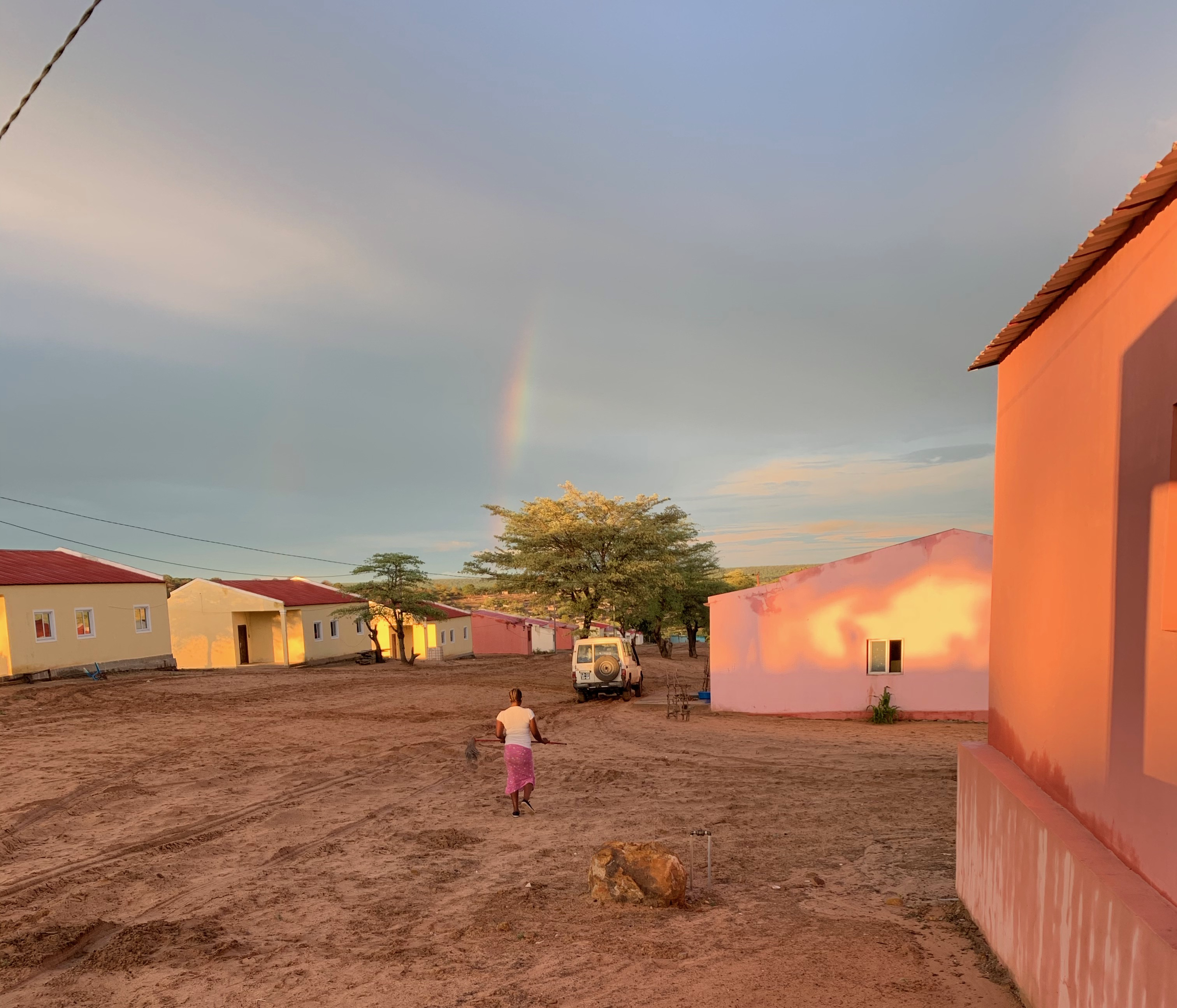
Arcobaleno a Nancova

Nancova è un municipio dell'Angola appartenente alla provincia di Cuando Cubango. Ha 20.762 abitanti (stima del 2006) ed una superficie di 10.310 km².